# Allium exile
Allium exile — вид рослин з родини амарилісових (Amaryllidaceae); ендемік Греції.

## Поширення
Ендемік Греції — острів Хіос, Егейські острови.